# إيكور5
الـEcoRV (يُقرأ: "إيكو آر فايف") (إيكور5) هو نوكلياز اقتطاع داخلي من النوع II يُستخلص من بعض سلالات الإشريكية القولونية، له اسم بديل هو Eco32I.
يُستخدم في علم الأحياء الجزيئي عادة كإنزيم اقتطاع، حيث يقوم بإنشاء نهايات كليلة. يتعرف الإنزيم على تسلسل الدنا المتناظر سداسي القواعد:
‎5’-GAT/ATC-3’‎
‎3’-CTA/TAG-5’‎
ويقوم بالقص في بين T وA حيث توجد علامة /الحمراء. النهايات كليلة ويمكن ربطها إلى موقع نسخ كليل بسهولة لكن بكفاءة أقل من النهايات اللصوقة.

## البنية

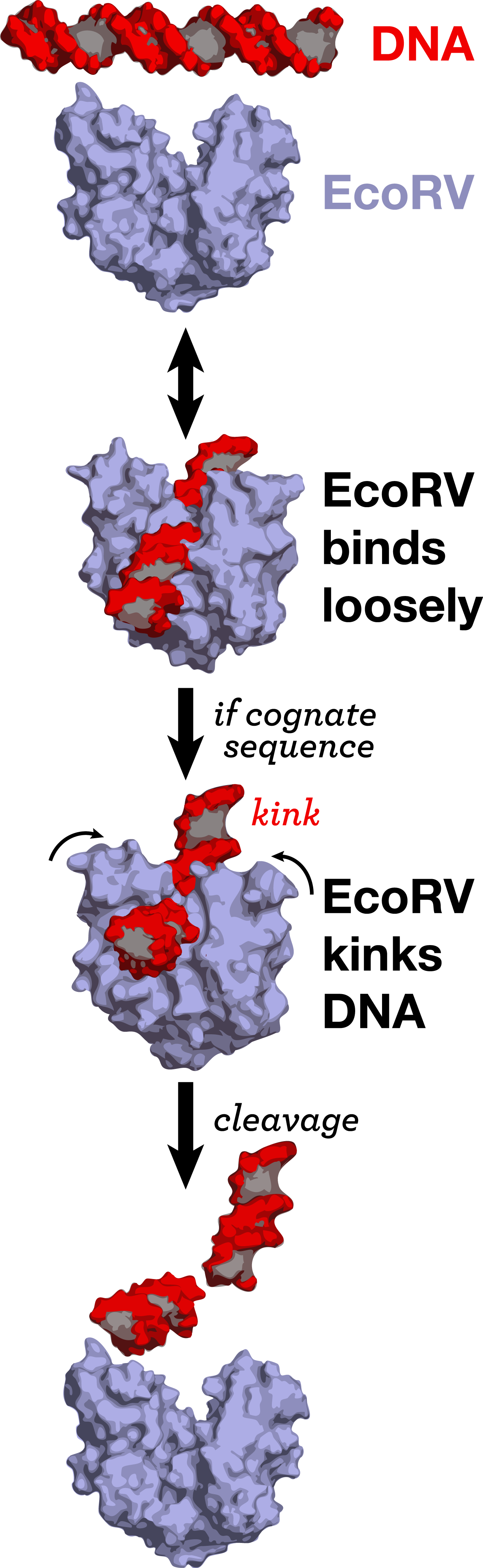
EcoRV يقطع الدنا، يرتبط البروتين بالدنا بخفة ويفحصه بحثا عن تسلسل التعرفن وحين يجده يقوم الـEcoRV بطي الدنا 50° ويقطع التسلسل المتناظر.

تم التعرف على بنية هذا الإنزيم والعديد من المطفرات الأخرى، في مركبات مع تسلسللات الدنا التي تقطعها بواسطة علم البلورات السيني.
يتكون لب الإنزيم من خمس صحائف بيتا (بالإنجليزية: β-sheet)‏ متسلسلة متشابكة على أطرافها لوالب ألفا. اللب متماثل بين جميع نوكليازات الاقتطاع الداخلية من النوع II الأخرى. وله نطاق فرعي مثنوي للنهاية-N مكون من لولب ألفا قصير، وصحيفتا بيتا متسلسلتان ضد متوازيتان ولولب ألفا طويل. يتواجد هذا النطاق الفرعي لدى EcoRV وPvuII فقط.

## منوال العمل
آلية عمل إيكور 5 مماثلة لآلية عمل إيكور1 (EcoRI)، حيث أن إيكور 5 يشكل ما يسمى  بالهومودايمر (بروتين) في المحلول قبل ارتباطه ونشاطه بمكانه المحدد على دنا والذي يعرف بسلسلة الاعتراف. بدايةً يرتبط الإنزيم على DNA بشكل ضعيف، ويسير بشكل عشوائي على طول الجزيئات إلى أن يصل إلى مكانه المحدد أي سلسلة الاعتراف على دنا لأن ايكور5 يتمتع بخصوصية عالية تجاه موقعه على DNA.
إن ارتباط هذا الإنزيم يحرض حدوث تغيرات في تركيب الحمض النووي دنا DNA، حيث يؤدي ارتباط الانزيم إلى تقوس الحمض النووي بحوالي 50 درجة تقريبا، يؤدي انحناء الحمض النووي DNA إلى تفكيك القواعد النيتروجينية وتوسيع الكهوف الصغيرة الثانوية وضغط الكهوف الرئيسية، وهذا يؤدي إلى كسر رابطة الفوسفوديستر في الموقع الفعال للإنزيم ضمن سلسلة الاعتراف على الحمض النووي دنا مما يؤدي إلى عملية قطع الدنا كما ان هذا الانزيم لا يحتاج إلى تحلل مركب الطاقة ATP.
إيكور5 هو انزيم من النوع الثانوي والوحيد من أنواع انزيمات نيوكلياز القطع الداخلي الذي يحرض على حدوث تغييرات بروتينية جزئية كبيرة على مستوى الحمض النووي دنا DNA.

## الاستخدامات
غالبا ما يستخدم EcoRV لقطع وفتح ناقل بلازميدي لإدخال جين-محل اهتمام أثناء التنسيل الجزيئي، يتم توفير الإنزيم من قبل العديد من المصنعين ويتطلب ألبيومين المصل البقري ليعمل بشكل صحيح.